# Vareniklin
Vareniklin (Chantix, Champix) je lek na recepat koi se koristi za tretmant adikcije na pušenje. Vareniklin je parcijalni agonist nikotinski receptor|nikotinskog receptora. On stimulatiše nikotinske receptore slabije od nikotina. U tom pogledu je sličan sa citizinom, a razlikuje se od nikotinskog antagonista, bupropiona, i terapija nikotinske zamene (NRTs) poput nikotinskog flastera i nikotinske žvake. Kao parcijalni agonist on redukuje žudnju i umanjuje prijatne efekte cigareta i drugih duvanskih proizvoda. Na taj način on pomaže u ostavljanju pušenja.
Vareniklin je efektivniji od NRT i nikotinskih agonista. Klinička studija iz 2006. je pokazala da nakon jedne godine udeo osoba koje su prestale s pušenjem je: 10% za placebo, 15% za bupropion i 23% za vareniklin.

## Spoljašnje veze
|  | Molimo Vas, obratite pažnju na važno upozorenje u vezi sa temama iz oblasti medicine (zdravlja). |